# Timur Dibirov
Timur Anatólievich Dibirov, más conocido como Timur Dibirov (Petrozavodsk, Rusia, 30 de julio de 1983), es un jugador de balonmano profesional, que juega en la posición de extremo izquierdo  en el RK Zagreb.
También representa a la selección de balonmano de Rusia, con la que ha jugado 125 y ha anotado 376 goles. Participó en los Juegos Olímpicos de 2008 y el Campeonato del Mundo de 2013, donde Rusía finalizó en séptima posición y Timur fue elegido en el 'siete ideal' del mundial, siendo elegido el mejor extremo izquierdo, además de ser el tercer máximo goleador del torneo con 46 goles.

## Equipos
- Lada Togliatti (2001-2004)
- Chejovskie Medvedi (2004-2013)
- RK Vardar (2013-2022)
- RK Zagreb (2022- )

## Palmarés

### Chejovskie Medvedi
- Liga de Rusia (2004, 2005, 2006, 2007, 2008, 2009, 2010, 2011, 2012, 2013)
- Copa de Rusia (2009, 2010, 2011, 2012, 2013)
- Recopa de Europa (2006)

### Vardar
- Liga de Macedonia de balonmano (7): 2015, 2016, 2017, 2018, 2019, 2021, 2022
- Copa de Macedonia de balonmano (7): 2014, 2015, 2016, 2017, 2018, 2021, 2022
- Liga SEHA (4): 2014, 2017, 2018, 2019
- Liga de Campeones de la EHF (2): 2017, 2019

### RK Zagreb
- Liga de Croacia de balonmano (2): 2023, 2024
- Copa de Croacia de balonmano (2): 2023, 2024

### Consideraciones individuales
- Mejor extremo izquierdo del Mundial (2013)